# Irene González
Pour les articles homonymes, voir González.
Irene González López, née le 23 juillet 1996 à Esplugues de Llobregat (Espagne), est une joueuse espagnole de water-polo. Elle est médaillée d'argent aux Jeux de 2020.

## Carrière
Elle fait des études de kinésiologie à l'université d'Hawaï à Mānoa.
Irene González fait partie de l'équipe espagnole battue en finale par les États-Unis lors des Jeux olympiques d'été de 2020. En 2022, elle remporte la Ligue mondiale de water-polo avec l'équipe espagnole.

## Palmarès

### Jeux olympiques
- Jeux olympiques d'été de 2020 à Tokyo ( Japon) :
  -  médaille d'argent du tournoi féminin

### Championnats du monde
- Championnats du monde 2019 à Gwangju ( Corée du Sud) :
  -  médaille d'argent du tournoi féminin

### Championnats d'Europe
- Championnat d'Europe féminin 2022 à Split ( Croatie) :
  -  médaille d'or du tournoi féminin
- Championnats d'Europe 2020 à Budapest ( Hongrie) :
  -  médaille d'or du tournoi féminin